# Лук тхунг
Лук тхунг (тайск. ลูกทุ่ง; букв. «ребёнок (дитя) полей») — наиболее популярный стиль музыки в Таиланде. Термин является сокращением от пхленг лук тхунг (тайск. เพลง ลูกทุ่ง; букв. «песня ребёнка полей»).
Песни в стиле лук тхунг обычно повествуют о тягостях повседневной жизни среди сельской бедноты. Темпы в этих песнях, как правило, медленные, и исполнители используют экспрессивный стиль пения с большим количеством вибрато и голосовых вариаций, как в американском кантри, хотя в самом звучании песен общего практически ничего нет.
Несмотря на то, что сам стиль появился ещё в первой половине XX века, термин «лук тхунг» впервые упоминается лишь в 1960-х.
Первыми звёздами этого жанра были Пхонгсри Воранут (ผ่องศรี วรนุช) и Сурапхон Сомбатчарен (สุรพล สมบัติเจริญ). На них оказала влияние музыка Латинской Америки, Японии, Индонезии, Малайзии, а особенно музыка кантри и саундтреки к американским фильмам. Многие популярные звёзды лук тхунга родились и жили в городе Супханбури, в том числе мегазвезда Пумпуанг Дуангчан (พุ่มพวง ดวงจันทร์). Именно она в 1980-х годах впервые соединила этот жанр с тайской поп-музыкой, создавая танцевальные треки в стиле под названием «электронный лук тхунг». В 1992 году, когда Пумпуанг умерла, многие поклонники посчитали, что лук тхунг погибнет вместе с ней. Но жанр выжил, и в 1997 году, с появлением новых песен на радио, возродился.
С 1990-х годов происходит взаимопроникновение жанров лук тхунг, тайской поп-музыки и народного стиля молам. Поп-музыканты стали исполнять песни лук тхунг, а исполнители лук тхунг стали продвигаться как поп-певцы, делая акцент на молодости и внешнем виде. Влияние жанра молам породило новый стиль, который называется «лук тхунг исан» или «лук тхунг праюк», особенностью которых является более быстрый темп, что свойственно стилю молам.